# Bombylius mohavensis
Bombylius mohavensis är en tvåvingeart som beskrevs av Neal L. Evenhuis 1975. Bombylius mohavensis ingår i släktet Bombylius och familjen svävflugor. Inga underarter finns listade i Catalogue of Life.